# Rundling (Lipsia)
Il Rundling è un complesso residenziale della città tedesca di Lipsia, chiamato anche Nibelungensiedlung e sito nel quartiere periferico di Lößnig.
La denominazione di "Rundling" è mutuata da quella di una forma insediativa circolare diffusa nell'Europa centro-orientale.

## Storia
Il Rundling fu costruito dal 1929 al 1930 su progetto di Hubert Ritter nello stile detto "Nuova oggettività". Nel comitato per gli alloggi della città, c'era polemica sui tetti piani e ripidi, con il sindaco Karl Rothe tra i critici del tetto piano. Hubert Ritter è riuscito a convincere il comitato del progetto solo alla riunione successiva dimostrando che il tetto piano era più economico del tetto ripido.
Gravemente danneggiato durante la seconda guerra mondiale, venne restaurato dal 1965 al 1966.
Durante la completa ristrutturazione del complesso protetto dal 1993 al 1997, sono stati ricostruiti cinque blocchi distrutti durante la guerra. Il Leipziger Wohnungs- und Baugesellschaft, la società immobiliare municipale della città di Lipsia, ha ricevuto il Deutscher Bauherrenpreis per questa riqualificazione.

## Caratteristiche

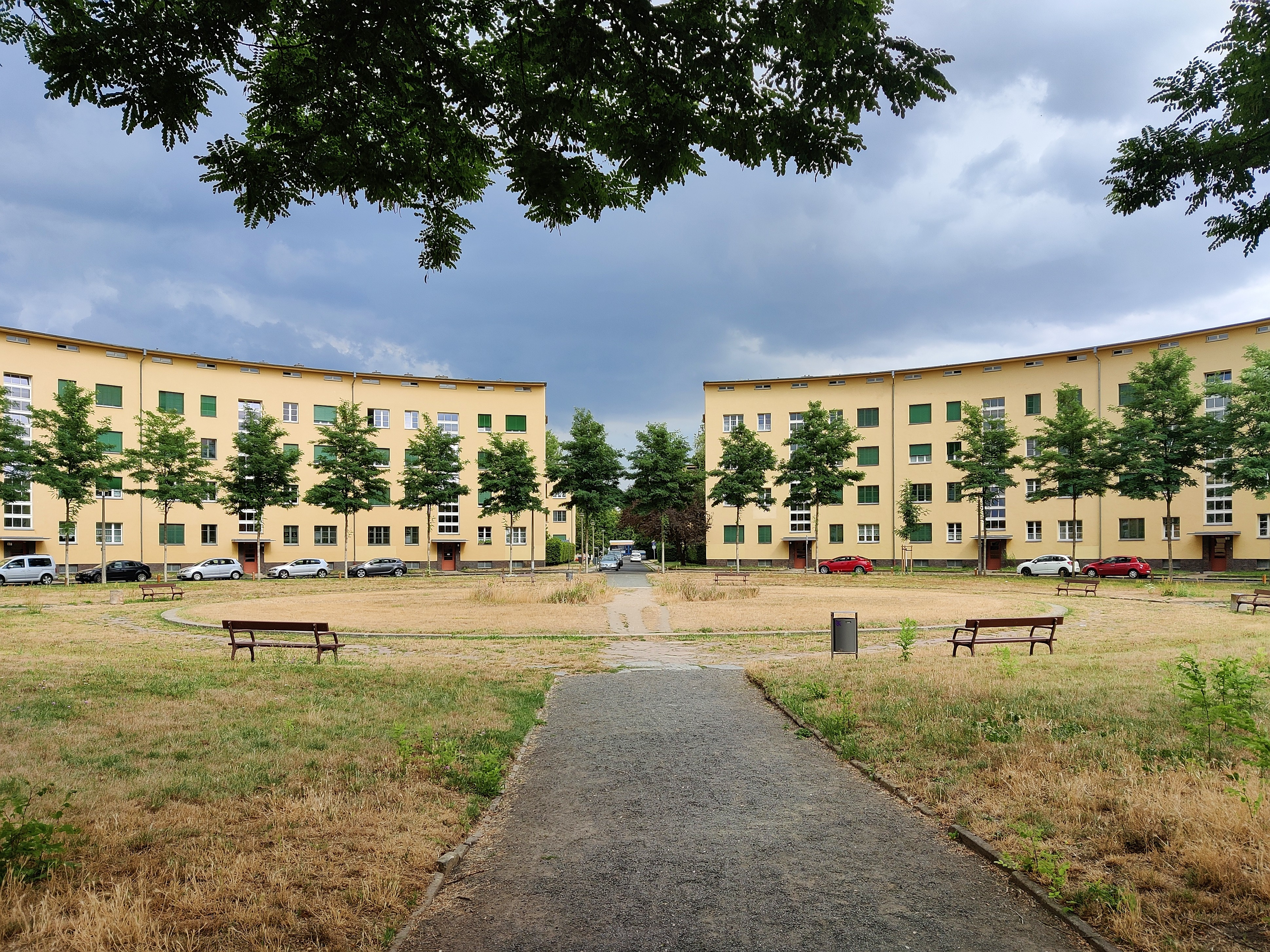
Rundling Lipsia (2022)

Il complesso residenziale si compone di edifici in linea, di forma incurvata, disposti a formare tre anelli concentrici intorno a uno spazio verde centrale.
Gli edifici contano tre o quattro piani e ospitano complessivamente 624 appartamenti. Sul lato ovest sono presenti altri due edifici, rettilinei, che ospitano alcuni esercizi commerciali.